# ブレリオ 5190
ブレリオ 5190（Bleriot 5190）は1930年代のフランスの大西洋横断郵便機である。パラソル翼の4発の水上機で、4人の乗員は浮舟から翼を支える中央支柱に見える部分の中に搭乗した。 3台のエンジンが翼の前縁に配置され、4台目のエンジンは翼の後に推進式に配置された。南米との間を結ぶ航空郵便事業のためにフランス政府との契約で製作され、アエロポスタルで運用された。
1号機はサントス・デュモン号と命名され1933年8月3日に飛行した。1934年の終わりまでに2回の南大西洋横断の実証飛行を終えた。1935年2月にそれまで郵便飛行を行っていたラテコエール 300、『南十字星』号（la Croix du Sud）がメンテナンスのために任務をはずれると、サントス・デュモン号は、南大西洋横断郵便飛行の業務で運用を開始し、4月までに週一便のペースで南米への郵便を運搬した。4月に南十字星号と、新たに製作されたファルマン 220、『ル・セントール』号とともに、1937年の6月まで南大西洋横断の運行を続け、横断回数は38回に達した。
3機の注文がだされ、ブレリオ社は製作資金を借り入れたが、契約は突然キャンセルされたため工場は倒産した。そのすぐ後の1936年8月、ルイ・ブレリオは心臓発作で死亡した。

## 要目
- 乗員：4名
- 全長：43.00 m
- 全幅：26.00 m
- 全高：6.90 m
- 翼面積：236.0 m²
- 空虚重量：12,750 kg
- 全備重量：22,000 kg

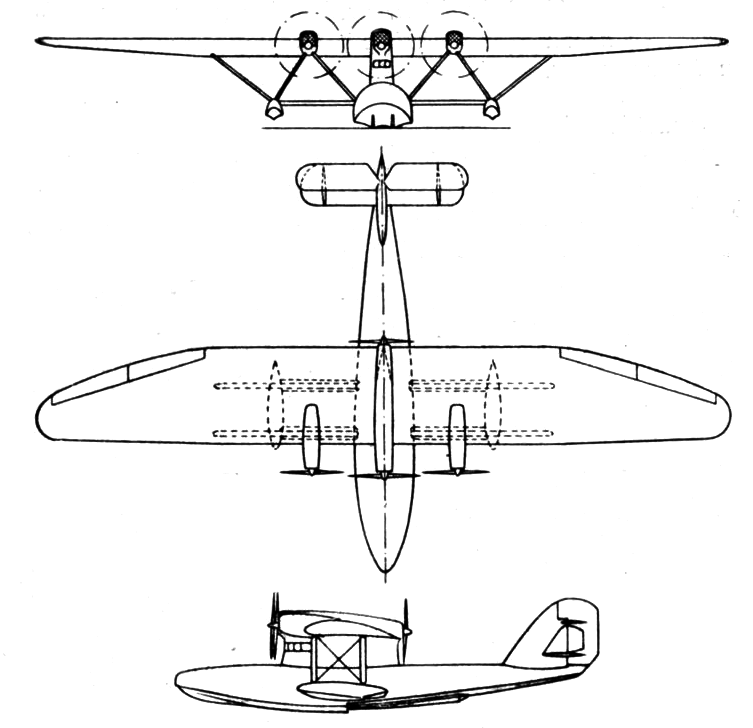
ブレリオ 5190

- エンジン：4 ×Hispano-Suiza 12Nb,650 hp
- 最大速度：210 km/h
- 巡航高度：5,100 m
- 航続距離：5000 km

## References
- Taylor, Michael J. H. (1989). Jane's Encyclopedia of Aviation. London: Studio Editions. pp. 162